# Lucía Ruiz
Lucía Ruiz Pérez (Colindres, 18 juni 2004) is een Spaans wielrenster, net als haar tweelingzus Laura.

## Carrière
In zowel 2021 als 2022 won Ruiz de openingsrit in de Bizkaikoloreak, een tweedaagse etappekoers voor junioren. In beide edities verloor ze de leiderstrui in de tweede etappe.
Namens Eneicat-CMTeam nam Ruiz in mei 2023 deel aan de eerste Ronde van Spanje. In 2024 maakte ze de overstap naar Movistar Team. Haar debuut voor de ploeg maakte ze in januari op Mallorca, waar ze deelnam aan twee manches van de Challenge Mallorca. Later dat jaar nam ze deel aan onder meer Parijs-Roubaix en de Ronde van Catalonië.

## Overwinningen
2021
1e etappe Bizkaikoloreak
2022
2e etappe Ronde van Gévaudan Occitanie
1e etappe Bizkaikoloreak

## Resultaten in voornaamste wedstrijden
| Jaar | Ronde van Italië | Ronde van Frankrijk | Ronde van Spanje |
| ---- | ---------------- | ------------------- | ---------------- |
| 2023 |                  |                     | 38e              |
| 2024 |                  |                     |                  |
| 2025 |                  |                     |                  |

| Jaar | Ronde van Vlaanderen | Parijs-Roubaix |
| ---- | -------------------- | -------------- |
| 2023 |                      |                |
| 2024 | opgave               | 80e            |
| 2025 |                      | 83e            |

## Ploegen
- 2023 –  Eneicat-CMTeam-Seguros Deportivos
- 2024 –  Movistar Team
- 2025 –  Movistar Team

Baril · Biannic · Bjerg · Erić · Ferguson (stage vanaf 1/8) · Gutiérrez · Lippert · Mackaij · Martín · Meijering · Patiño · Laura Ruiz Pérez · Lucía Ruiz Pérez · Sierra · Steels
Baril · Biannic · Erić · Ferguson · Gutiérrez · Lippert · Lloyd · Mackaij · Magalhães · Martín · Meijering · Ostiz (stage vanaf 1/8) · Patiño · Laura Ruiz Pérez · Lucía Ruiz Pérez · Reusser · Sierra · Steels